# Ratpenat de cua de beina de Pel
El ratpenat de cua de beina de Pel (Saccolaimus peli) és una espècie de ratpenat de la família dels embal·lonúrids que es troba a Angola, el Camerun, República del Congo, República Democràtica del Congo, Costa d'Ivori, Guinea Equatorial, el Gabon, Ghana, Guinea, Kenya, Libèria, Nigèria i Uganda.